# George Slythe Street
George Slythe Street (Wimbledon, 18 luglio 1867 – Londra, 31 ottobre 1936) è stato uno scrittore e giornalista inglese.
È noto principalmente per The Autobiography of a Boy, in cui fa una satira di Oscar Wilde. Alcuni dei suoi articoli sono raccolti nel volume Quales Ego: A Few Remarks in Particular and at Large (1986).